# セッサーノ・デル・モリーゼ
セッサーノ・デル・モリーゼ（イタリア語: Sessano del Molise）は、イタリア共和国モリーゼ州イゼルニア県にある、人口約700人の基礎自治体（コムーネ）。

## 地理

### 位置・広がり

#### 隣接コムーネ
隣接するコムーネは以下の通り。
- カルピノーネ
- キアウチ
- チヴィタノーヴァ・デル・サンニオ
- フロゾローネ
- ミランダ
- ペスケ
- ペスコランチャーノ

## 行政

### 分離集落
セッサーノ・デル・モリーゼには、以下の分離集落（フラツィオーネ）がある。
- Coste, Pescocupo, Durante, Pantaniello